# قیام (فیلم ۱۹۸۲)
قیام (به هندی: Baghavat) فیلمی محصول سال ۱۹۸۲ و به کارگردانی راماناند ساگر است. در این فیلم بازیگرانی همچون درمندرا، هما مالینی، رینا روی، امجد خان، ساجیت کومار ایفای نقش کرده‌اند.